# Slave (rivier)
De rivier de Slave (Engels: Slave river) is een rivier die door Canada stroomt. Zij ontstaat door de samenvloeiing van de rivieren de Athabasca en de Peace aan het Athabascameer en mondt uit in het Great Slave Lake.
De rivier stroomt tijdens haar verloop langs vele natuurgebieden, waaronder het Nationaal park Wood Buffalo, waarvan ze de oostgrens vormt. Ondertussen bevinden zich in de ongeveer 1.414 kilometer lange loop vele stroomversnellingen, waardoor de rivier geliefd is bij kanoërs.
De rivier de Slave heeft net zoals bij het Great Slave Lake in het woord "Slave" dezelfde etymologische betekenis: het zou afgeleid zijn van de Slavey-indianen, die de vroegste bewoners waren van het gebied.
- Gemeinsame Normdatei: 4604979-4
- Library of Congress Control Number: sh86004169
- Nationale Bibliotheek van Tsjechië: ge1147838
- Nationale Bibliotheek van Israël: 987007556004905171
- Virtual International Authority File: 246963197